# Norbert Weller
Norbert Weller (* 12. Juni 1959 in Unna) ist ein Generalstabsarzt außer Dienst des Sanitätsdienstes der Bundeswehr. Zuletzt war er von März 2023 bis September 2024 Kommandeur Gesundheitseinrichtungen und Stellvertretender Inspekteur des Sanitätsdienstes der Bundeswehr. 

## Leben
Norbert Weller trat 1980, nach dem Abitur am Pestalozzi-Gymnasium in Unna, in die Bundeswehr als Sanitätsoffizier-Anwärter ein. Es folgte von 1980 bis 1986 ein Studium der Humanmedizin in Münster, gefolgt von einer einjährigen klinischen Ausbildung im Bundeswehrkrankenhaus Hamm. Nach seiner Promotion im Jahr 1987 übernahm er eine Stelle als Truppenarzt beim Panzerbataillon 194 in Münster und von 1990 bis 1991 als S 3 Stabsoffizier und Sanitätsstabsoffizier Arzt des Korpsarztes I. Korps. Von 1991 bis 1993 absolvierte Weller den 34. Generalstabslehrgang Heer an der Führungsakademie der Bundeswehr in Hamburg.
Es folgten Dienststellungen als Chef der 2. Kompanie des Sanitätslehrbataillons 851, Dezernatsleiter im Heeresunterstützungskommando, Abteilungsleiter der Sanitätsdienstliche Führung im deutschen Anteil IFOR, Referent im Bundesministerium der Verteidigung, Leiter der Gruppe G 3.1 Einsatz und Übungen im Sanitätsführungskommando, Dozent an der Führungsakademie der Bundeswehr, Leiter des Fachbereichs Sanitätsdienst und Gesundheitswesen an der Führungsakademie der Bundeswehr, Referatsleiter im Bundesministerium der Verteidigung – Führungsstab Sanitätsdienst II 4.
Von 2012 bis 2013 war Weller Kommandeur der Sanitätsakademie der Bundeswehr und ist seit dem 1. Juli 2013 (Umstrukturierung im Sanitätsdienst mit Anhebung des Dienstpostens des Kommandeurs der Akademie) Direktor für wehrmedizinische Wissenschaft und Fähigkeitsentwicklung im Sanitätsdienst ebenda. Diesen Dienstposten übergab Weller am 18. Oktober 2017 an Oberstarzt Hans-Ulrich Holtherm, um am 23. Oktober 2017 den Dienstposten als Kommandeur und ärztlicher Direktor des Bundeswehrzentralkrankenhauses Koblenz von Generalarzt Jürgen Brandenstein zu übernehmen.
Diesen Dienstposten als Kommandeur und ärztlicher Direktor des Bundeswehrzentralkrankenhauses Koblenz übergab Weller am 6. September 2018 an Generalarzt Almut Nolte. Weller selbst übernahm  am selben Tag dem Dienstposten als Chef des Stabes im Kommando Sanitätsdienst der Bundeswehr von Generalstabsarzt Stephan Schmidt. Auf diesem Dienstposten erhielt er selbst im November 2018 die Beförderung zum Generalstabsarzt. Am 29. März 2023 wurde er zum Kommandeur Gesundheitseinrichtungen und Stellvertretender Inspekteur des Sanitätsdienstes der Bundeswehr der Bundeswehr ernannt. Am 19. September 2024 wurde Weller in den Ruhestand verabschiedet.

## Auszeichnungen
- 1989	Ehrenkreuz der Bundeswehr in Bronze
- 1996	Einsatzmedaille der Bundeswehr, IFOR
- 1996	UN-Medaille, United Nations Protection Force
- 1996	NATO-Medaille, IFOR
- 1998	Ehrenkreuz der Bundeswehr in Silber
- 2023	Ehrenkreuz der Bundeswehr in Gold

## Privates
Weller ist verheiratet und hat eine Tochter.